# Bolaspamba
Bolaspamba ist eine Ortschaft und eine Parroquia rural („ländliches Kirchspiel“) im Kanton Zapotillo der ecuadorianischen Provinz Loja. Die Parroquia besitzt eine Fläche von 131,51 km². Die Einwohnerzahl lag im Jahr 2010 bei 1086.

## Lage
Die Parroquia Bolaspamba liegt im Tumbes-Hügelland im äußersten Südwesten von Ecuador an der peruanischen Grenze. Das Verwaltungsgebiet besitzt eine Längsausdehnung in SW-NO-Richtung von knapp 25 km. Es liegt in Höhen zwischen 240 m und 1075 m. Der zentrale und der nordöstliche Teil werden über die Quebrada de Conventos, die die nordöstliche Verwaltungsgrenze bildet, entwässert. Der Süden der Parroquia wird über die Quebrada Cazaderos nach Westen entwässert. Beide Flüsse sind Nebenflüsse des Río Puyango. Der etwa 420 m hoch gelegene Hauptort befindet sich am Ufer der Quebrada Cazaderos unweit der peruanischen Grenze 26 km nordwestlich vom Kantonshauptort Zapotillo.
Die Parroquia Bolaspamba grenzt im Süden an Peru, im Westen und im Nordwesten an die Parroquia Mangahurco, im äußersten Nordosten an die Parroquia El Limo (Kanton Puyango) sowie im Osten an die Parroquia Paletillas.

## Orte und Siedlungen
In der Parroquia gibt es neben dem Hauptort folgende Barrios: Achiotes, Buena Vista, Chaquino, El Guabo, Guapalal, Pilar de Achiotes, San Felipe, Transito Mangahurquillo und Vega Alta. 

## Geschichte
Bolaspamba war lange Zeit eine Barrio in der Parroquia Cazaderos, der heutigen Parroquia Mangahurco. Am 7. Juli 2006 wurde die Gründung der Parroquia Bolaspamba im Registro Oficial 308 bekannt gemacht und somit wirksam. Der Name Bolaspamba ist darauf zurückzuführen, dass der Ort ursprünglich eine Ebene ("Pamba") mit kugelförmigen ("Bola" span. für „Kugel“) Felsen war.